# 올레크 멘시코프
올레크 예브게니예비치 멘시코프(러시아어: Оле́г Евге́ньевич Ме́ньшиков, 1960년 11월 8일~)는 러시아의 배우, 연극 감독, 가수이다.

## 출연 작품
- 인베이젼 2020 (2020)
- 고골 더비기닝: 유령살인 (2018)
- 어트랙션 (2017)
- 레전드 넘버17 (2012)
- 위선의 태양 2 (2010)
- 엄마(영어판) (1999)
- 동쪽 서쪽 (1999)
- 러브 오브 시베리아 (1998)
- 코카서스의 죄수 (1996)
- 위선의 태양 (1994)

## 수상
- 러시아 인민예술가상(PAR)